# Малате
Малате — район Манилы. Вместе с районом Эрмита он служит центром торговли и туризма Манилы.

## Этимология
Считается, что имя Малате произошло от искаженного тагальского слова maalat («соленый»). Известны легенды, что, когда два испанских солдата спросили женщину о названии места, её младший брат, отведав соли, закричал «Маалат, Ате!» («Сестра, она соленая!»). Испанец ослышался и использовал эти слова как название места. Однако это распространенный современный филиппинский механизм «народной этимологии» (и широко используемый сегодня во многих филиппинских этимологиях географических названий) и не имеет исторической основы (например, термин «ate» был принят в тагальском языке от южноминьского «achi» гораздо позже, в XIX веке).
Фактическое происхождение Малате действительно произошло от «маалат», но по географическим причинам. Антонио Морга писал в 1609 году: «В Маниле есть две дороги для отдыха. Одна проходит по суше, вдоль Нуэстра-Сеньора-де-Гия. Она простирается примерно на легуа вдоль берега и очень чистая и ровная. Отсюда она проходит через местную улицу и поселение, называемое Багунбаян, до часовни, которую часто посещают набожные, называемой Нуэстра-Сеньора-де-Гия, и продолжается на значительном расстоянии дальше до монастыря и миссионерского дома августинцев, называемого Махалат».
Рисаль, переиздавший отчет Морги, позже комментировал: «Лучше, Маалат. Испанцы произнесли это позже Малате. Там жили вожди тагалов после того, как они были лишены своих домов в Маниле, среди которых были семьи Раджи Матанда и Раджи Солиман. Сан-Аугустин говорит, что даже в его дни там жило много древней знати, и что они были очень учтивы и культурны. «Мужчины занимают различные должности в Маниле и определенные занятия в некоторых местных общественных функциях. Женщины плетут превосходные кружева, в которых они настолько искусны, что голландки не могут их превзойти».
Маалат, скорее всего, имеются в виду солоноватые воды, где устье реки (в современном Малате Эстеро) встречается с заливом, название, скорее всего, использовалось задолго до прихода испанцев.

## История

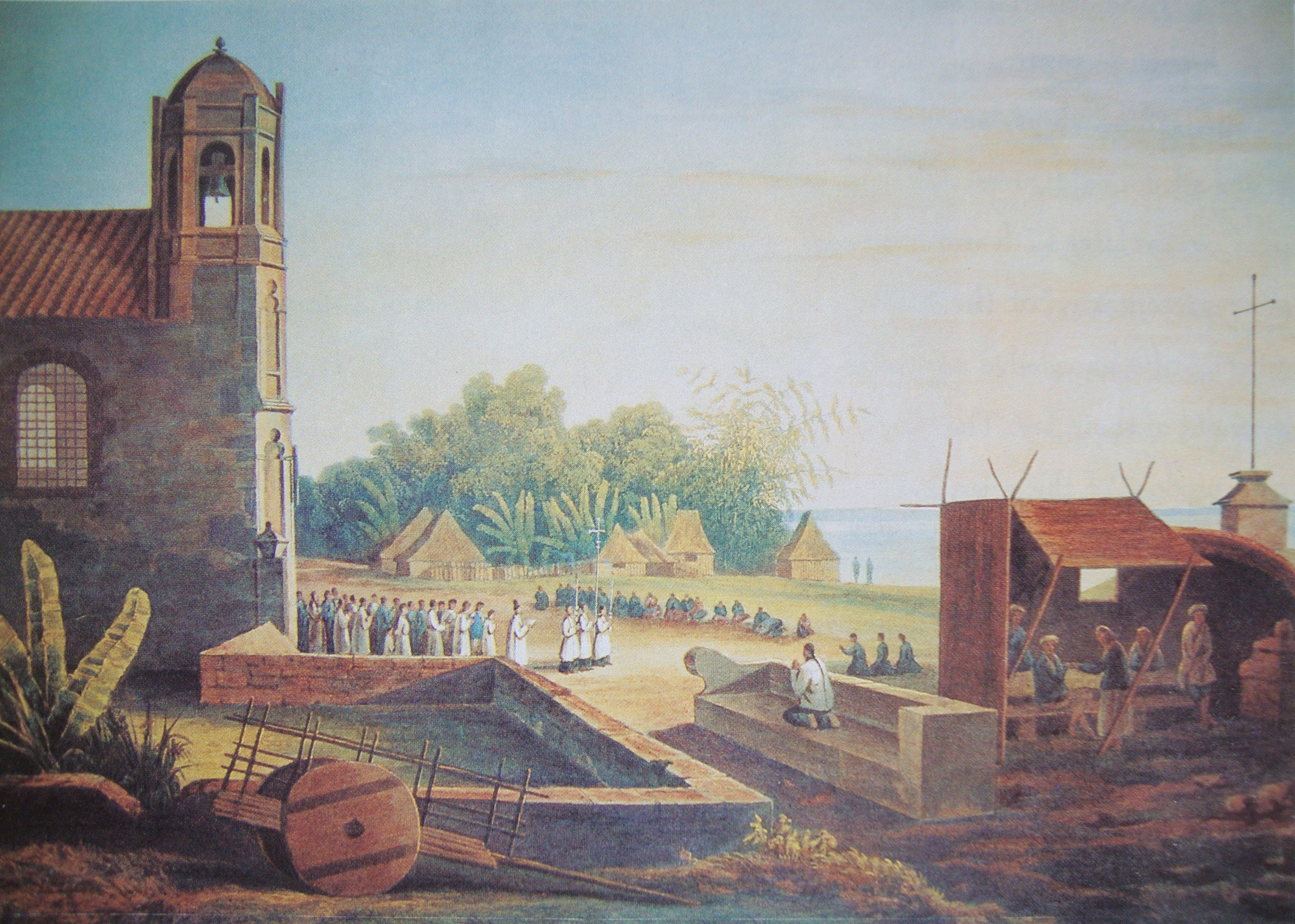
Вид на церковь Малате в 1831 году.

Малате считался местом, где поселились короли/верховные вожди Манилы после того, как в 1571 году они потеряли свой форт Майнила (ныне Интрамурос) в пользу испанцев. В течение большей части испанского колониального периода Малате был открытым пространством с небольшим рыбацким поселком. В испанский период центром была церковь Малате, посвященная Богоматери Исцелительнице. Он граничил с Пасаем на юге, Сан-Андрес-Букид на востоке, берегами Манильского залива на западе, Пако на северо-востоке, Макати на юго-востоке и Эрмитой на севере.
После того, как Соединенные Штаты Америки аннексировали острова в 1898 году в результате испано-американской войны, американские градостроители задумали развитие Малате как новейшего и модного эксклюзивного жилого района для американских семей. Американские экспатрианты и некоторые из старых испанских семей метисов заселили район в современных многоэтажных квартирах и бунгало. В 1901 году, с расширением города Манила,  Малате будет поглощен, когда её границы были расширены за пределы Интрамуроса.
Несмотря на значительный ущерб после Второй мировой войны, многие дома и постройки все еще стояли. Перемещенные богатые семьи, покинувшие свои дома во время войны, вернулись и перестроили свои частные виллы, и до 1970-х годов весь район оставался исключительно жилым.
Со временем эксклюзивные жилые районы в западной части Малате начали превращаться в коммерческие районы, а некоторые большие дома и жилые квартиры были преобразованы в небольшие отели, специализированные рестораны и кафе.
Во время президентства Фердинанда Маркоса артисты нашли убежище в Малате, и он стал богемным анклавом.

## Инфраструктура
До района можно напрямую добраться по основным дорогам, таким как бульвар Рохас, проспекты Кирино и Тафта.
Транзитная линия легкорельсового транспорта LRT 1 (LRT-1) следует по проспекту Тафта и останавливается на двух станциях, расположенных на станциях Малате, Вито-Крус и Кирино.

## Экономика

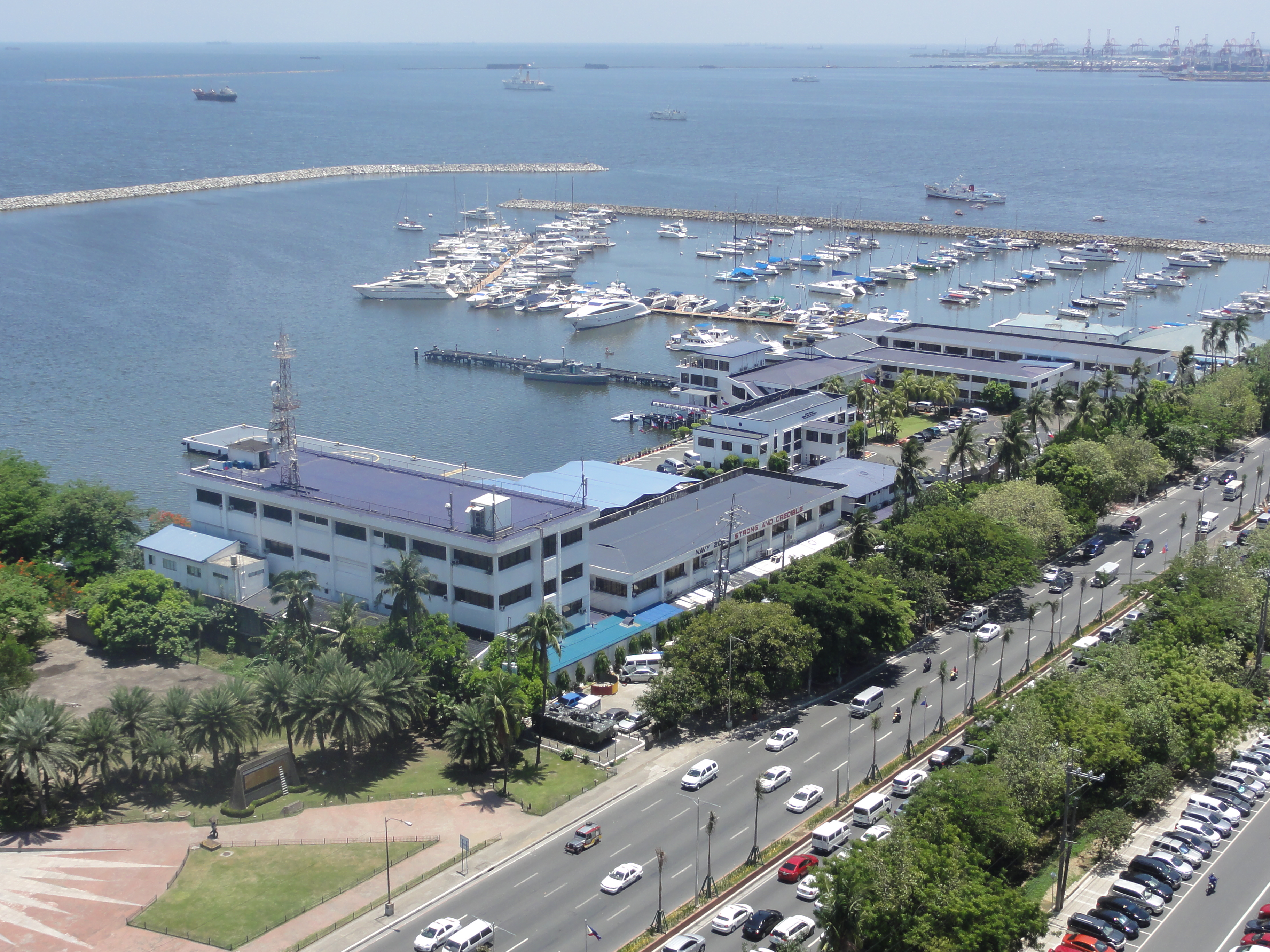
Вид на штаб-квартиру ВМС Филиппин и яхт-клуб Манилы.

### Государственные учреждения
Такие агентства, как Департамент финансов (DOF), Центральный банк Филиппин (BSP) и кредитное учреждение LandBank of the Philippines, имеют штаб-квартиру в округе, в то время как штаб национального военно-морского флота Филиппин находится на границе Манилы и города Пасай по бульвару Рохас. Бюро растениеводства также находится в этом районе.
Апостольский нунций на Филиппинах расположен в районе проспекта Тафта, недалеко от проспекта Кирино. Он служит резиденцией Папы Римского во время визитов в страну.

## Объекты

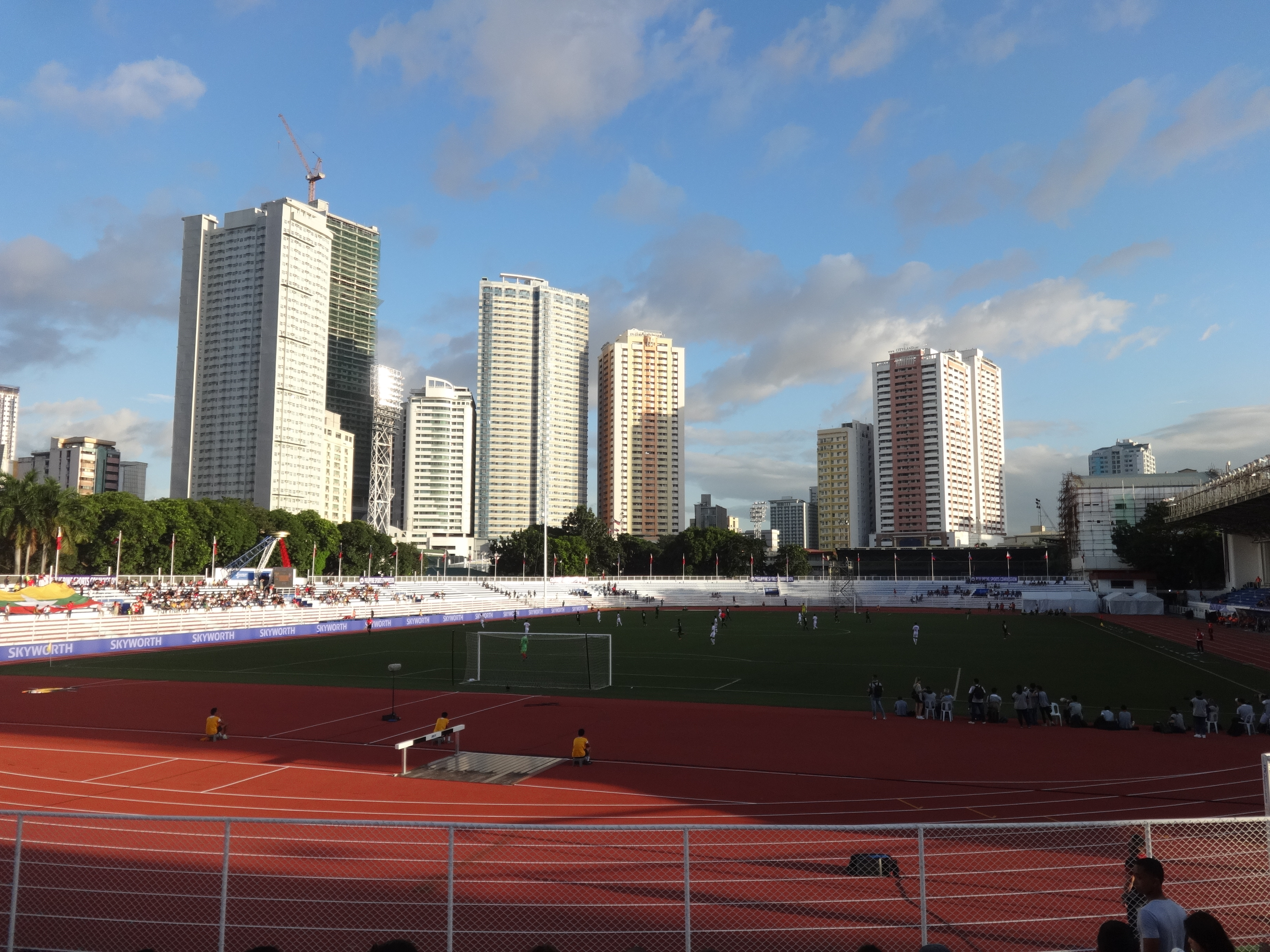
Мемориальный стадион Рисаля в Малате

В 1990-х годах Малате и близлежащий район Эрмита были «очищены», и в этом районе появились крупные предприятия и курортные отели.
Harrison Plaza, первый закрытый современный торговый центр Манилы, располагался в районе Малате.
Есть одна государственная больница, медицинский центр Ospital ng Maynila, расположенный на углу бульвара Рохас и проспекта Кирино.

### Рекреация
В этом районе также находится первый на Филиппинах спортивный стадион, Мемориальный спортивный комплекс Рисаля и главный зоологический парк страны — Манильский зоологический и ботанический сад. Набережные и парки у Манильского залива стали более удобными и безопасными благодаря открытию района Manila Baywalk и обновленной площади Раджи Сулаймана. Часть Культурного центра Филиппин также находится в районе.
Район включает квартал красных фонарей.  Корейский квартал также можно найти в этом районе.

## Образование
Образование в Малате в основном представлено частными школами. Несколько учебных заведений, входящих в Университетский пояс, расположены в Малате, это Университет Де Ла Саль, Де Ла Саль – Колледж Святой Бенильды, Филиппинский христианский университет, Филиппинский женский университет, Университет Святого Павла в Маниле и Колледж Святой Схоластики. Известными средними школами в Малате являются Христианская академия Царства Иисуса, Мемориальная школа Хосе Абад Сантоса и Католическая школа Малате. Начальная школа Доньи Авроры Кесон - единственная государственная школа в округе.

## Галерея

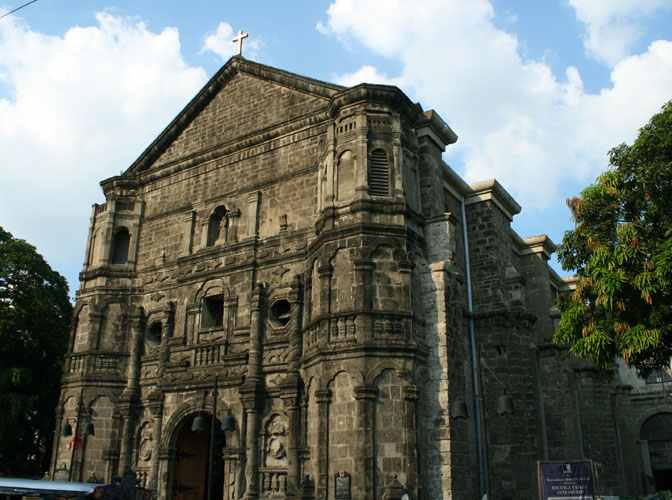
Церковь Малате
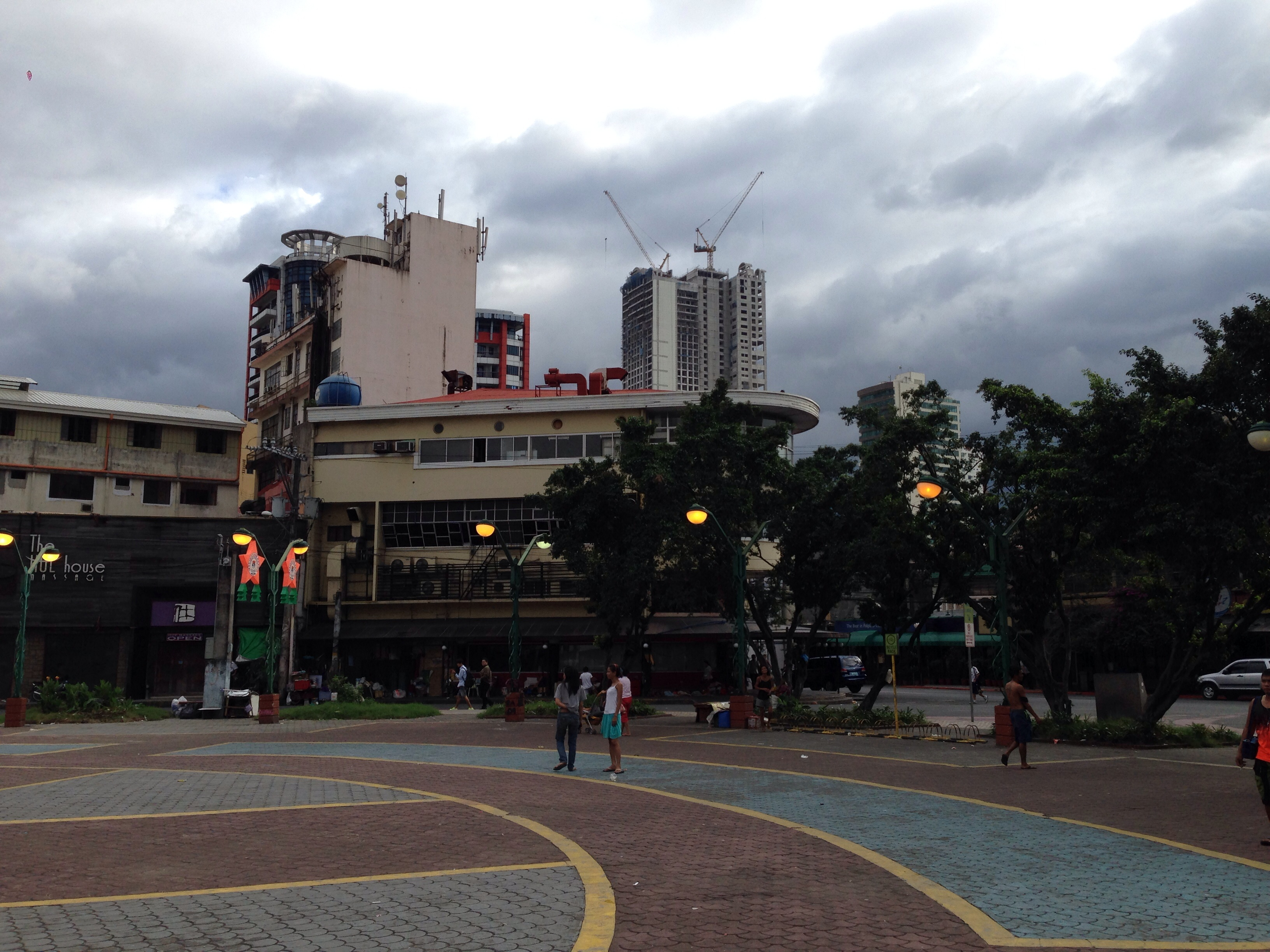
Площадь Ремедиос
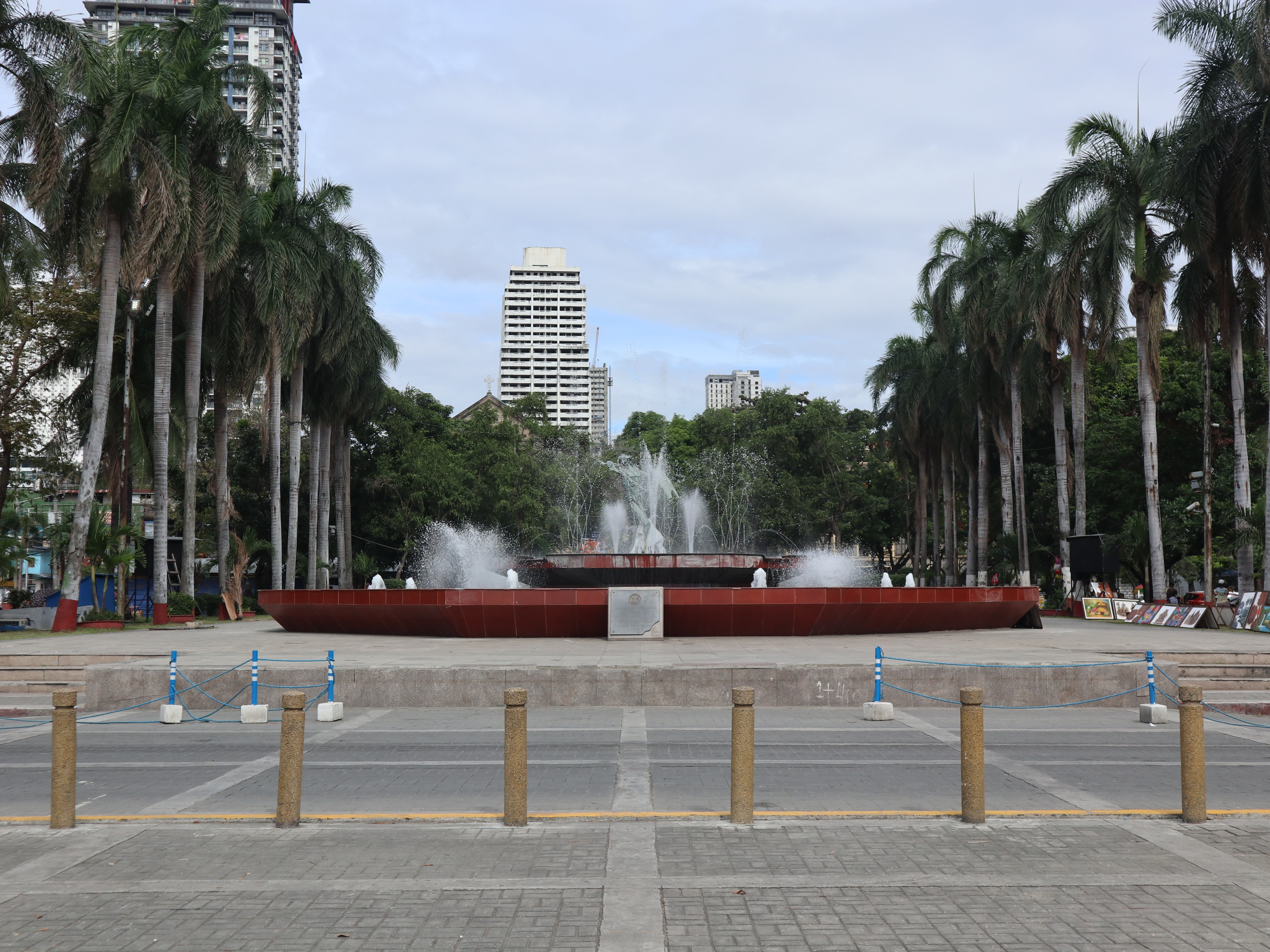
Площадь Раджи Сулаймана
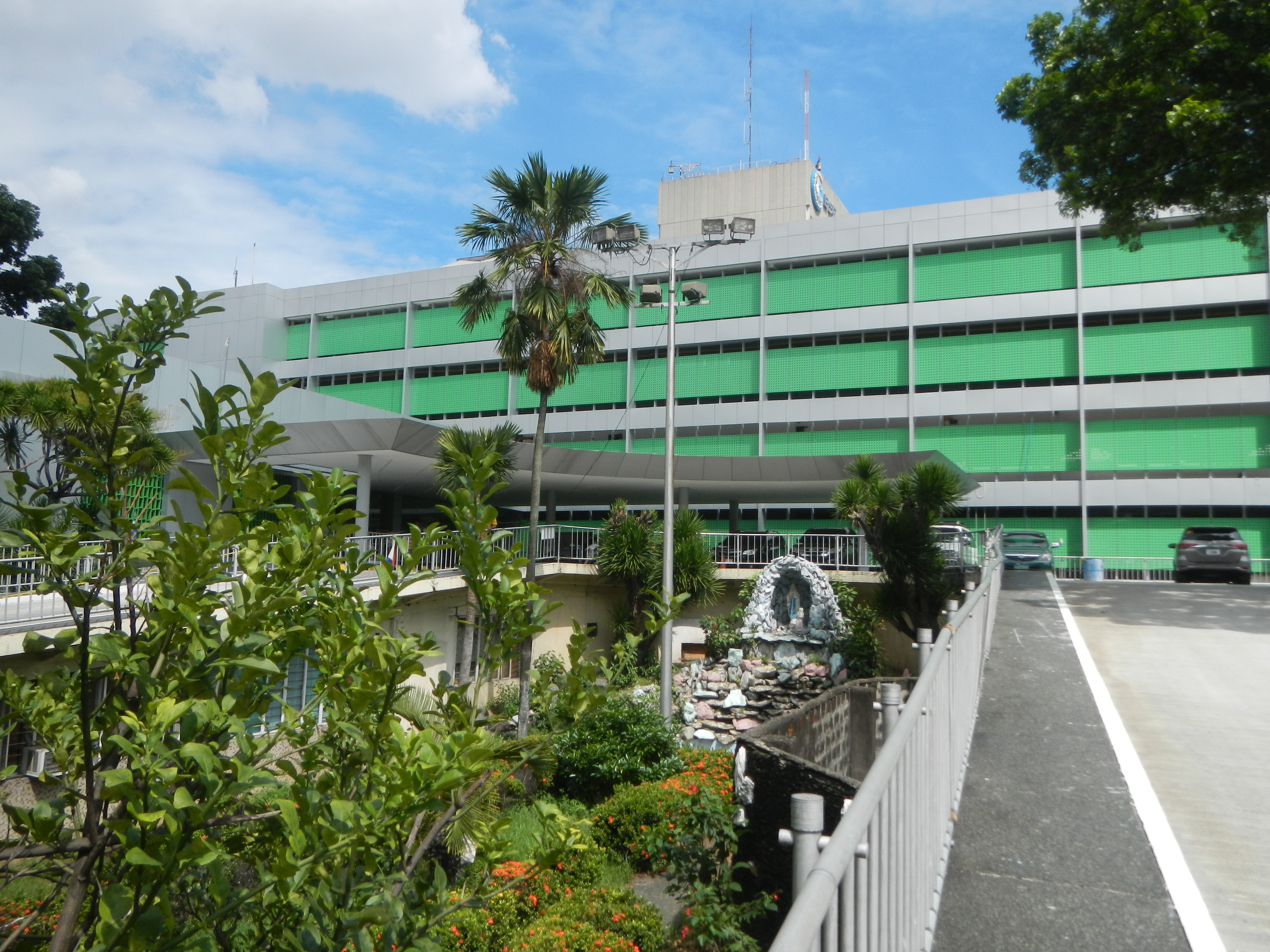
Медицинский центр больницы Манилы